# EMD F2形ディーゼル機関車
EMD F2は1946年にGM-EMDで生産された電気式ディーゼル機関車である。最終組立はイリノイ州のラグレーンジ工場で行われた。F2は大いに成功したFシリーズ系列の2機種目である。

## 概要
エンジン出力はFTと同様の1350馬力だが、車体などが大幅に変更された改良型である。
FTとの変更点は以下の通り。
- FTではAユニット・Bユニット共に丸窓が中央部に4つ接近して並んでいたが、3つ離れて設置する形状に変更。なお、Bユニットの車体形状は側面上部についている金網がステンレス鋼製のグリルに変更等されたもののF9までほぼ同一である。

- 全てのFシリーズは屋根に4台のラジエーターファンがついているが、F2よりファンの設置個所が変更され、FTの両端に2台ずつ配置から中央部に4台まとめて配置に変更。形状も変更され車体内に窪んだ形状から屋根上に出っ張る形状になった。

- 排気スタックはFTは車体中央部に4つ煙突状のものが設置されていたが、F2とF3はラジエーターファンの前に縦長の四角いグリル状のよろい戸が2つ設置に変更。

- ダイナミックブレーキ用の抵抗器はFTは屋根上に設置されていたがF2以降は車内に設置。

- 床下機器が変更されFTでは燃料タンクのみであったが、F2よりバッテリーボックスと空気だめが追加で設置されたため台車の配置を変更。FTと比較し台車の間隔が離れておりF3以降の機種に引き継がれた。

- FTは運転台付きのAユニットと運転台無しのBユニットの2両連結運転を基本としていたため、両ユニットをつないでいる連結器は棒連結器（永久連結器）が使用されたが本形式より通常の連結器に変更。

- FTのBユニットは車体内側に操車場や車両工場の構内で使用される簡単な運転装置の有無で外観が異なっていたがF2以降は外観に変化がなくなった。

F2が登場した1946年にエンジン出力が1500馬力にパワーアップし、電動機も改良したF3が製造されたためF2はFTからF3に移行する際の過渡的な形式となった。
製造数もAユニット74両、Bユニット30両にとどまり、数多く製造されたFシリーズ中でも製造数が少ない形式になった。
F2は全車解体され現存車はない。

## 文献資料(日本語)
- ネコ・パブリッシング
  - RM　MODELS2000年6月号P96~99『スケールイラストで見るアメリカ黄金時代　第3回EMDのFシリーズ』